# Iglesia Adventista del Séptimo Día Movimiento de Reforma

Logo de la Iglesia Adventista del Séptimo Día Movimiento de Reforma

La Iglesia Adventista del Séptimo Día Movimiento de Reforma es una denominación cristiana protestante en el Adventismo, se formó a partir de un cisma en la Iglesia Adventista del Séptimo Día en Europa durante la Primera Guerra Mundial ante la posición que asumieron los líderes de la iglesia madre en Europa sobre la observancia del sábado y sobre el compromiso de los adventistas con la portación de armas en el servicio militar para la Alemania Imperial en la Primera Guerra Mundial .

## Historia
Cuando estalló la Primera Guerra Mundial en Europa, los dirigentes de la Iglesia Adventista del Séptimo Día tuvieron problemas con las autoridades locales por las doctrinas que profesaban, basados en esto y para evitar problemas más fuertes, algunos dirigentes de la Iglesia Adventista tomaron nuevas posturas y puntos de vista en temas que en un tiempo atrás no se hubieran hecho.
Presumiblemente siguiendo la responsabilidad cristiana de cumplir con los deberes cívicos, tal como lo estableció Cristo en las escrituras (Ro. 13:1-14)(Tit. 3:1)(1P. 2:17)(Mt. 20:19-26, 22:20-21), los pastores adventistas aconsejaron a los miembros de iglesia presentarse a servir en la guerra. Sin embargo, otros pastores no compartieron esta postura, defendiéndose con estas palabras: “En todo lo que hemos dicho, hemos demostrado lo que la Biblia enseña: primero, que la participación en la guerra es una transgresión del sexto mandamiento; segundo, que prestar servicio militar en sábado es una transgresión del cuarto mandamiento”.
Incluso el pastor G. Dail, Secretario de la División Europea, en carta circular del 2 de agosto de 1914 instruía al pueblo: “Debemos cumplir alegremente nuestros deberes militares, sea que estemos en el servicio o seamos llamados a servir, para que los oficiales vean en nosotros soldados valientes y leales, dispuestos a morir por nuestros hogares, por nuestro ejército y por nuestra patria.”
En declaración dirigida al Ministerio de Guerra, el 4 de agosto de 1914, en nombre de la Unión Alemana Oriental, firmada por su presidente, H. F. Schubert, se declaraba: “Nos hemos unido estrechamente en defensa de la patria, bajo estas circunstancias, también empuñaremos las armas en sábado”.
Ante esta posición contraria a las Escrituras, los creyentes que no estuvieron de acuerdo con las declaraciones de la dirigencia protestaron y al procurar mantenerse fieles, a pesar de la persecución, el encarcelamiento, la tortura y la muerte misma, finalmente fueron separados, o excluidos de la iglesia por adoptar posturas de firmeza con relación a las recomendaciones del Espíritu de Profecía.
Tanto en Europa como en Norteamérica –sede de la Conferencia General- se tenía conocimiento de los acontecimientos, pero los europeos con su práctica y los norteamericanos con su silencio, aprobaron las nuevas posturas tomadas por algunos dirigentes la Iglesia y así evitar un reino dividido.
Terminada la Guerra los diferentes, grupos de creyentes separados de la Iglesia Adventista, buscaron la forma de reconciliarse y al mantener su postura de firmeza a sus creencias diferentes a la de iglesia Adventista se realizó esta reunión, una de las  más importantes fue la que se realizó en Fridensau, del 21 al 23 de julio de 1920, entre los miembros de la directiva de la Asociación General, de la División y Uniones Europeas, y el llamado "Movimiento Opositor", que pasaron a conformar el Movimiento de Reforma.
Dichas reuniones finalizaron sin lograr la unificación del movimiento a la Iglesia Adventista. En vista de que la separación se iba haciendo más grande en puntos doctrinales como la no participación en la guerra, el no consumo de carne (vegetarianismo),entre sus miembros hicieron que el movimiento se organizara en forma separada de la Iglesia Adventista.
La primera reunión de la Conferencia General de los Adventistas del Séptimo Día Movimiento de Reforma, se realizó en la ciudad de Gotha, Alemania del 14-20 de julio de 1925, con la participación de delegados de las cuatro uniones que en ese entonces formaban el Movimiento de Reforma.
En la década de 1950 se fue formando una división dentro del movimiento debido a la lucha de poder de parte de algunos dirigentes. Dicha división causó que el movimiento se fragmentara, las dos fracciones subsisten en la actualidad, formándose allí la sociedad misionera internacional de los Adventistas del séptimo día movimiento de reforma.

### Antecedentes de 1888
Básicamente la separación de 1920 en Fridensau fue el último esfuerzo que se podía hacer con tal mantener la unidad de la Iglesia, ya que dichas divisiones veníanse arrastrando desde antes de 1888 cuando se notó una de las primeras claras divisiones que existía en la Iglesia. En el congreso de Minneápolis en 1888 llegó, como se conoce hoy en día, "El Mensaje de la Justificación por la Fe", que se había predicado desde los orígenes de la iglesia Adventista Organizada.
Este mensaje se recordó al ser predicado por los pastores A. T. Jones y E. J. Waggoner. 
En esta conferencia el punto de vista de Waggoner era en esencia la impotencia del hombre para agradar a Dios y que básicamente éste no podía hacer absolutamente nada para ser salvado ya que Jesús lo había hecho todo,tal doctrina no era nueva para la iglesia adventistas ya que desde su organización se predicaba, Además de que los mandamientos de la ley no son para los adventistas (para la humanidad) una prohibición, sino una promesa. 
El presidente de la Asociación General (A. G. Daniels) se sentía incómodo al tener cerca a la señora Elena G. de White y decidió su envío a Australia, y tras su retorno a América ella murió.
Hubo muchos intentos por mantener la unidad, pero el grupo naciente continuaba con sus nuevas revelaciones (nueva luz) sin deseos de abandonarlas y con un espíritu de pregoneros. Más en 1920 fue el mismo pastor Daniels quien expulsa de la reunión en el colegio de Fridensau al llamado Movimiento Opositor diciendo que ese grupo no duraría ni 10 años. Por firmeza extraordinaria y su apego a las palabras del Espíritu de profecía dado a Elena G. de White. 
La separación fue muy difícil y triste pero necesaria, ya que se llegó hasta lo último. El llamado Movimiento Opositor se organizó en 1925 en Gotha Alemania del 14 al 20 de julio.
En la década de 1951 se fue formando una división dentro del movimiento debido a la lucha de poder de parte de algunos dirigentes. Dicha división causó que el movimiento se fragmentara en los Adventistas del Séptimo Día Movimiento de Reforma, y la Sociedad Misionera Internacional de los ASDMR. También sobrevinieron las críticas de otras denominaciones al alegar que si se dividían, se llevaban en mismo nombre, los Adventistas.
Pues adoptaron el nombre, cosa que se ve ilegal pues asumir el nombre de la iglesia Adventista como propio siendo otro grupo u otra denominación, de igual forma el esquema de su organización.
Continuó progresando en miembros al predicar su evangelio a las personas, especialmente a los ya creyentes Adventistas no reformados para adquirir mayor cantidad y absorber sus miembros. 
Se optó en primer lugar por este tipo de profesos que a  personas que no conocen ningún mensaje, como una forma de acrecentar mucho más el Movimiento organizado de la iglesia de la reforma.
La sede de la Conferencia General se ubicó primero en Isernhagen, Alemania, luego pasó a Basel, Suiza. Después de la Segunda Guerra Mundial, fue trasladada a Sacramento, California. Las oficinas de la sede mundial (Conferencia General) están actualmente establecidas en Roanoke, Virginia, Estados Unidos de América. La iglesia cuenta con membresía en más de 100 países alrededor del mundo, organizada en Uniones, Campos y Misiones.
Referencias: Iglesia Adventista del Séptimo día, El Protocolo de Fridensau, La Mano de Dios al Timón (libro de la ACES), Joyas de los Testimonios, Mensajes Selectos, Evangelismo e Historia de los Adventistas del Séptimo Día Movimiento de Reforma.

### Supuestos errores históricos del basamento en 1971
Algunos sostienen que la argumentación que intenta demostrar el Movimiento de Reforma, sobre los antecedentes denominacionales de la Iglesia Adventista del Séptimo Día, en 1888, contiene errores históricos, los siguientes son los argumentos:
1-En este relato de la historia se ubica a Arturo G. Daniels como presidente de la Asociación General de los adventistas en 1888, cuando en realidad él vino a asumir la presidencia en el congreso de 1901. Evidencia de esto se encuentra en el libro escrito por el prestigioso autor adventista Enoch de Oliveira y titulado La Mano de Dios al Timón, en la página 250. Por lo cual no es sostenible la declaración de que por causa de las desavenencias entre el presidente Daniels y Elena de White en 1888, ella fue enviada fuera de Estados Unidos, pues Daniels no era presidente.
2-También esta interpretación histórica contiene una declaración muy cuestionable. Es difícil pensar que Elena de White y Daniels tuvieran un conflicto que perduró hasta la muerte de Elena, pues poco tiempo antes de morir ella dejó en las manos de Daniels y de un grupo reducido de hombres la responsabilidad de la publicación y el manejo de sus escritos, o sea, lo hizo uno de sus fideicomisarios. Esto puede comprobarse en el libro "Mensajes Selectos, tomo 1, página 10, dónde el texto dice: “Los que ella eligió como fideicomisarios fueron: Arturo G. Daniells, entonces presidente de la Asociación General; Francisco M. Wilcox (…)”

## Doctrinas[3]

### Dios, El Padre
Los reformistas creen que existe un solo Dios que es supremo, creador, eterno, todo lo conoce, todo lo puede, que creó a los humanos y los ama inefablemente.

### Jesucristo, El Hijo
Los adventistas reformados creen que Jesucristo es el Hijo de Dios, es uno en naturaleza con el Padre. Todos fueron creados por medio de Él. Reteniendo su naturaleza divina, Cristo tomó la naturaleza humana, fue hecho carne, y vivió como hombre, pero sin pecado, siendo ejemplo para cada uno. Él murió por los pecados de toda la humanidad, resucitó de entre los muertos, y ascendió al Padre para hacer intercesión a favor del hombre.

### El Espíritu Santo
El Espíritu Santo, el representante de Cristo y del Padre, es la Tercera Persona de la Divinidad. Él es, además de Cristo, el mayor de todos los dones de Dios a la humanidad; y a través de él, Cristo promete estar con sus seguidores. Juan 14:16–18, 23; Mateo 28:19, 20; 1 Juan 3:24; 4:12, 13; Efesios 3:16, 17; Romanos 8:9–11.
Una comparación entre Isaías 6:8–10 y Hechos 28:25–27 muestra que el Espíritu Santo es una parte diferenciada de la Deidad. Isaías 48:16. Mientras Cristo es nuestro Mediador ante el Padre (1 Timoteo 2:5), el Espíritu Santo hace intercesión por nosotros obrando en nuestro corazón. Romanos 8:26 (compárese con el verso 34).
La primera obra del Espíritu Santo es declararnos culpables de pecado y llevarnos a Cristo. Juan 16:8. Al aceptar a Jesús como nuestro Salvador personal, nos entregamos a la influencia y control del Espíritu Santo, que testifica de Cristo y produce arrepentimiento, conversión (nuevo nacimiento o regeneración) y santificación. Él continúa llevándonos a toda la verdad (obediencia), y nos convertimos en partícipes de la naturaleza divina (2 Pedro 1:4), teniendo la mente de Cristo. Juan 15:26; 16:8; 3:5–8; Tito 3:5; 1 Corintios 6:11; 2 Corintios 3:18; Romanos 8:1, 2, 9, 14, 16; 2 Tesalonicenses 2:13; Gálatas 5:16, 25; Juan 16:13; 1 Corintios 2:10–16.
Antes que una persona pueda recibir los dones del Espíritu, debe llevar los frutos del Espíritu Santo en su vida (Gálatas 5:22–25; 1 Corintios 12:7–11).
El don del Espíritu Santo es la señal (garantía) de nuestra resurrección. La presencia del Espíritu de Dios en nosotros es el principio de la vida eterna. Romanos 8:9–11 (compárese con Juan 11:25, 26; 1 Juan 4:13; Efesios 1:13, 14).
Personalidad
El Espíritu Santo es a menudo definido como un poder procedente del Padre y del Hijo —un poder trabajando en y a través de los seres humanos. Miqueas 3:8; Lucas 1:35; 4:14; 24:49; Hechos 1:8; 1 Corintios 2:4.
Sin embargo, la Biblia también se refiere al mismo tiempo al Espíritu Santo como a una personalidad distinta. Ejemplos:
1. El Padre es eterno, el Hijo es eterno, y el Espíritu Santo es eterno. Isaías 40:3 (Hebreo, compárese Mateo 3:3); Isaías 6:8–11 (Hebreo, ver Hechos 28:25–27; Hebreos 9:14; Éxodo 17:7).
2. Él es un Consolador (Juan 14:26; 16:7).
3. Él oye, habla, nos guía, y nos revela los eventos futuros (Juan 16:13; Lucas 2:26).
4. Él nos advierte de pruebas y aflicciones futuras (Hechos 20:23; 21:11).
5. Él nos enseña todas las cosas y trae a nuestra memoria las palabras de Cristo (Juan 14:26).
6. Él llega a nosotros con prohibiciones y mandatos (Hechos 16:6; 13:2).
7. Él da los mensajes al pueblo de Dios a través de los profetas (2 Pedro 1:21).
8. Él tiene una mente (Romanos 8:27), una voluntad (1 Corintios 12: 7–11), y una capacidad para el amor (Romanos 15:30). Es susceptible de ser ofendido y contristado (Efesios 4:30), tentado (Hechos 5:9), y sufre la mentira (Hechos 5:3).
9. Él escudriña todas las cosas, “aun lo profundo de Dios” (1 Corintios 2:10, 11).
10. Él glorifica a Cristo como Cristo glorificó al Padre (Juan 16:14; 17:1).
11. Él intercede por nosotros (Romanos 8:26).
12. Él se refiere a sí mismo como un individuo, usando los pronombres personales “yo” y “mí” (Hechos 13:2).
“Necesitamos comprender que el Espíritu Santo, que es una persona así como Dios es persona, anda en estos terrenos. (Extracto de un discurso dado a los alumnos del Colegio de Avondale, Australia)”.—El Evangelismo, pág. 447.
“[El Espíritu Santo] personifica a Cristo, sin embargo tiene una personalidad distinta”.—Manuscript Releases, tomo 20, pág. 324.
“El Espíritu Santo es un agente libre, activo, e independiente”.—The Review and Herald, 5 de mayo de 1896.
El Espíritu Santo comparte la omnisciencia y omnipotencia de la Divinidad.
“[Cristo] sabía que la verdad revestida con la omnipotencia del Espíritu Santo, habría de vencer la batalla contra el mal”.—Los Hechos de los Apóstoles, pág. 18.
“El Espíritu iba a ser dado como agente regenerador, y sin esto el sacrificio de Cristo habría sido inútil. El poder del mal se había estado fortaleciendo durante siglos, y la sumisión de los hombres a este cautiverio satánico era asombrosa. El pecado podía ser resistido y vencido únicamente por la poderosa intervención de la tercera persona de la Divinidad, que iba a venir no con energía modificada, sino en la plenitud del poder divino. El Espíritu es el que hace eficaz lo que ha sido realizado por el Redentor del mundo. Por el Espíritu es purificado el corazón”.—El Deseado de Todas las Gentes, pág. 625.
“Nuestra santificación es la obra del Padre, el Hijo y el Espíritu Santo”.—Comentario Bíblico ASD [Comentarios de Elena G. de White], tomo 7, pág. 920.
“El Padre, el Hijo y el Espíritu Santo, poderes infinitos y omniscientes, reciben a aquellos que verdaderamente entran en la relación de pacto con Dios. Ellos están presentes en cada bautismo para recibir a los candidatos que han renunciado al mundo y han recibido a Cristo en el templo del alma. Esos candidatos han entrado en la familia de Dios y sus nombres están escritos en el libro de la vida del Cordero”.—Ídem, tomo 6, pág. 1075.
“El Espíritu Santo formula toda oración sincera. Descubrí que en todas mis intercesiones, interviene por mí y por cada uno de los santos. Su mediación siempre estará fundamentada en la voluntad de Dios, y nunca tendrá el propósito de avalar lo que está en contra de sus designios. ‘El Espíritu nos ayuda en nuestra debilidad’ (Romanos 8:26). Siendo Dios, el Espíritu conoce la mente del Altísimo. Por lo tanto, en cada oración, ya sea en favor de los enfermos u otras necesidades, la voluntad de Dios ha de ser respetada. ‘¿Quién de los hombres sabe las cosas del hombre, sino el espíritu del hombre que está en él? Así también nadie conoció las cosas de Dios, sino el Espíritu de Dios’ (1 Corintios 2:11). Si deseamos ser enseñados por Dios, deberemos orar conforme a su voluntad revelada, y estar dispuestos a someternos a sus designios, porque los desconocemos. Cada súplica debe estar de acuerdo con los deseos de Dios, confiando en su preciosa Palabra, y creyendo que Cristo se dio a sí mismo por sus discípulos. El registro dice: ‘Y habiendo dicho esto, sopló, y les dijo: Recibid el Espíritu Santo’ (Juan 20:22)”.— Recibiréis Poder, pág. 28.
La Naturaleza del Espíritu Santo
Aquí entramos en un asunto en el cual tenemos —como Moisés en el desierto— que quitar nuestros zapatos. El Señor nos dice a través de su siervo: “No es esencial para nosotros ser capaces de definir con precisión qué es el Espíritu Santo. Cristo nos dice que el Espíritu es el Consolador, ‘el Espíritu de verdad, el cual procede del Padre’ (Juan 15:26). Se asevera claramente tocante al Espíritu Santo, que en su obra de guiar a los hombres a toda la verdad, ‘no hablará de sí mismo’ (Juan 16:13).
“La naturaleza del Espíritu Santo es un misterio. Los hombres no pueden explicarla, porque el Señor no se la ha revelado. Los hombres de conceptos fantásticos pueden reunir pasajes de las Escrituras y darles interpretación humana; pero la aceptación de esos conceptos no fortalecerá a la iglesia. En cuanto a estos misterios, demasiado profundos para el entendimiento humano, el silencio es oro”.—Los Hechos de los Apóstoles, págs. 42, 43.
A menudo se hace referencia al Espíritu Santo como a un poder procedente del Padre y del Hijo —un poder operando en los seres humanos y a través de ellos (Miqueas 3:8; Lucas 1:35; 4:14; 24:49; Hechos 1:8; 1 Corintios 2:4).
La naturaleza del Espíritu Santo continúa siendo un misterio para nosotros. Debemos prestar atención a la explicación de Deuteronomio 29:29: “Las cosas secretas pertenecen a Jehová nuestro Dios; mas las reveladas son para nosotros y para nuestros hijos para siempre, para que cumplamos todas las palabras de esta ley”.
Función
“Por el Espíritu, el Salvador sería accesible a todos. En este sentido, estaría más cerca de ellos que si no hubiese ascendido a lo alto”.—El Deseado de todas las gentes, pág. 623.
“Cristo, nuestro Mediador, y el Espíritu Santo, constantemente están intercediendo en favor del hombre; pero el Espíritu no ruega por nosotros como lo hace Cristo, quien presenta su sangre derramada desde la fundación del mundo; el Espíritu actúa sobre nuestros corazones extrayendo oraciones y arrepentimiento, alabanza y agradecimiento”.
—Comentario Bíblico ASD [Comentarios de Elena G. de White], tomo 6, pág. 1077.
“Siempre que alguien renuncie al pecado, que es transgresión de la ley, su vida será puesta en conformidad a la ley, en obediencia perfecta. Ésta es la obra del Espíritu Santo”.—Testimonies, tomo 6, pág. 92.
“Si los hombres están dispuestos a ser amoldados, se efectuará la santificación de todo el ser. El Espíritu tomará las cosas de Dios y las imprimirá en el alma. Mediante su poder, el camino de la vida será hecho tan claro que nadie necesite errar”.—Los Hechos de los Apóstoles, pág. 43.
Poder en la resurrección
“Cristo se hizo carne con nosotros, a fin de que pudiésemos ser espíritu con él. En virtud de esta unión hemos de salir de la tumba, no simplemente como manifestación del poder de Cristo, sino porque, por la fe, su vida ha llegado a ser nuestra. Los que ven a Cristo en su verdadero carácter, y le reciben en el corazón, tienen vida eterna. Por el Espíritu es como Cristo mora en nosotros; y el Espíritu de Dios, recibido en el corazón por la fe, es el principio de la vida eterna”.—El Deseado de Todas las Gentes, pág. 352. Léase Romanos 8:11

### Las Sagradas Escrituras
Las Sagradas Escrituras también llamada (La Biblia), tanto el Antiguo como el Nuevo Testamento, es la palabra de Dios. Estos escritos fueron recopilados por la divina voluntad e inspiración de Dios, contiene toda la revelación de Dios dada a los hombres, y son el único pilar base de fe y práctica de la fe. 

### Los Diez Mandamientos
La ley moral, los diez mandamientos de Éxodo 20:1-17, es la expresión de la voluntad de Dios, cubriendo las responsabilidades del hombre para con Dios y para con sus semejantes. La Ley es inalterable y eterna para los hombres de todas las edades, e invalida todas las leyes humanas. La transgresión de cualquier mandamiento es pecado, y la paga del pecado es la muerte. El hombre no es salvado por la obediencia a la Ley, sino únicamente por Cristo, y a través de Cristo se puede rendir obediencia a la Ley y escapar de la condenación.
Éxodo, Capítulo 20
20:1 Y habló Dios todas estas palabras, diciendo: 
20:2 Yo soy Jehová tu Dios, que te saqué de la tierra de Egipto, de casa de servidumbre.
20:3 No tendrás dioses ajenos delante de mí.
20:4 No te harás imagen, ni ninguna semejanza de lo que está arriba en el cielo, ni abajo en la tierra, ni en las aguas debajo de la tierra. 
20:5 No te inclinarás a ellas, ni las honrarás; porque yo soy Jehová tu Dios, fuerte, celoso, que visito la maldad de los padres sobre los hijos hasta la tercera y cuarta generación de los que me aborrecen, 
20:6 y hago misericordia a millares, a los que me aman y guardan mis mandamientos. 
20:7 No tomarás el nombre de Jehová tu Dios en vano; porque no dará por inocente Jehová al que tomare su nombre en vano. 
20:8 Acuérdate del día de reposo para santificarlo. 
20:9 Seis días trabajarás, y harás toda tu obra; 
20:10 más el séptimo día es reposo para Jehová tu Dios; no hagas en él obra alguna, tú, ni tu hijo, ni tu hija, ni tu siervo, ni tu criada, ni tu bestia, ni tu extranjero que está dentro de tus puertas. 
20:11 Porque en seis días hizo Jehová los cielos y la tierra, el mar, y todas las cosas que en ellos hay, y reposó en el séptimo día; por tanto, Jehová bendijo el día de reposo y lo santificó. 
20:12 Honra a tu padre y a tu madre, para que tus días se alarguen en la tierra que Jehová tu Dios te da. 
20:13 No matarás. 
20:14 No cometerás adulterio. 
20:15 No hurtarás. 
20:16 No hablarás contra tu prójimo falso testimonio. 
20:17 No codiciarás la casa de tu prójimo, no codiciarás la mujer de tu prójimo, ni su siervo, ni su criada, ni su buey, ni su asno, ni cosa alguna de tu prójimo.

### El sábado
El cuarto mandamiento de la ley moral de Dios, el del sábado, requiere la observancia del séptimo día sábado. Es un día requerido por Dios, específico para adorarle, es un monumento de la creación y una muestra de la restauración y de la redención, así como de la santificación. Es una institución espiritual dedicada a la adoración y al estudio religioso. La verdadera observancia del sábado requiere no hacer ningún trabajo común y/o secular. El trabajo secular en la puesta del sol del viernes hasta la puesta del sol del sábado. La preparación para el sábado debe ser terminada el viernes antes de que el sábado comience. Cristo y los apóstoles siempre, igual antes y después de la crucifixión y la resurrección, observaron el sábado, es y sigue siendo el verdadero día de reposo. (Ananías y Pablo no habrían podido ser inocentes antes de los judíos si no eran fieles sabáticos).
Los adventistas mantienen su postura de que la observancia del domingo es la marca de la bestia, descrita en el libro de Apocalipsis.

### La Ley Ceremonial
La ley ceremonial del antiguo testamento impuesto sobre la gente judía señalaba la venida del Mesías. Eran una muestra de la labor de Cristo, y sus requerimientos fueron cesados en la cruz. La ley ceremonial, que incluye los sábados ceremoniales y los días de fiesta judíos, no se deben confundir con la ley moral y el día sábado del cuarto mandamiento.

### La Gracia y sus Medios
Los medios de la Gracia “favor inmerecido”. Debido al pecado, la humanidad debe sufrir las consecuencias de la muerte. Dios manifiesta su amor dando salvación de la muerte a través de Jesucristo al hombre. Se logra la salvación cuando los pecadores tienen el carácter de Cristo a través: (a) La Palabra de Dios (Estudio de la Biblia), (b) el Espíritu Santo, y (c) el Ministerio del Evangelio.

### El Nuevo Nacimiento
Para ser salvados del pecado y de sus consecuencias, el hombre debe experimentar la expiación de sus pecados mediante el arrepentimiento en el que se entiende es un nuevo resurgir, una transformación del ser a la vida. Arrepentirse individualmente de sus pecados y rendirse a la voluntad del Espíritu Santo sobre su corazón, el hombre experimenta un deseo de vivir en sumisión y obediencia a la voluntad de Dios. La Biblia llama a esta experiencia “el nuevo renacer”. La nueva vida es mantenida después de eso por la fe en Cristo Jesús. 

### Bautismo
Los que han alcanzado una edad de responsabilidad y “han nacido otra vez” deben ser bautizados por la inmersión en nombre del Padre, del Hijo, y del Espíritu Santo. Esto representa la muerte, el entierro, y la resurrección de Cristo Jesús, así como la muerte del “viejo hombre” y la resurrección del “nuevo hombre” a una nueva vida en Cristo. 

### El Rito de Humildad
El lavamiento de pies es una ordenanza de humildad que precede el servicio de la comunión (santa cena). Fue instituido por Cristo, recordado por la iglesia cristiana para enseñar humildad, igualdad, amor fraternal, y la unidad en Cristo. La reconciliación entre los hermanos debe preceder la ordenanza.
Este sagrado rito se practica de manera ordenada y separada entre hombres y mujeres, y es seguido por el saludo con el ósculo santo.

### La Santa Cena
Participando del pan ácimo y del vino sin fermentar que representan el cuerpo y la sangre de Cristo Jesús, el creyente conmemora su sufrimiento y muerte. El significado de esta ordenanza implica que sea compartida solamente por los miembros en situación buena y regular en el cuerpo de Cristo. En otras palabras, sólo los miembros reconocidos y con buena conciencia del Movimiento de Reforma Adventista del Séptimo Día, pueden participar activamente de esta conmemoración. La visitas pueden estar presentes durante la ceremonia, cantar, orar y observar el desarrollo de la misma, pero deben abstenerse de tomar el pan y el jugo de uvas.

### El Juicio Investigador
La profecía de los 2300 días (años) de Daniel 8:14 terminaron en 1844, cuando la “purificación del santuario,” o el inicio del juicio investigador. Esto refiere al examen del pre-Advenimiento de los expedientes divinos de las vidas de los que profesaron ser hijos de Dios por las edades. El resultado de esta investigación determina el destino de cada alma, para la vida eterna o la muerte eterna. 

### La Verdad Presente
El mensaje de los tres de los ángeles de Apocalipsis 14:6-12, junto con el mensaje del otro ángel de la Apocalipsis 18:1-4, es la verdad presente.

### El Don de Profecía
Los adventistas reformados creen que de acuerdo con la promesa de Dios en Hechos 2:17-21, el don de profecía fue restaurado a la iglesia de Cristo en los postreros días, no como un reemplazo de La Biblia o como una adición a La Biblia, sino como una guía y una marca de la distinción del remanente de Dios. Los escritos inspirados mantienen la atención a los principios de La Biblia que son la regla de fe y de práctica, y ayudan a salvaguardar de malinterpretar la palabra de Dios. Se cree que este Don se manifestó en los escritos y obras de Elena G. de White.

### El Matrimonio
El matrimonio fue ordenado por Dios y honrado por Cristo para unir un hombre y una mujer de por vida. Ni el divorcio con el fin de un nuevo casamiento, ni ninguna ley “civil” común de matrimonio, ni la unión con no creyentes está dentro del principio divino del matrimonio.

### Reforma Pro-salud
Porque el cuerpo de un cristiano es el templo del Espíritu Santo, el creyente deseará salvaguardar su salud por la siguiente ley natural, desechando los alimentos que destruyen la salud y los hábitos perjudiciales de vida, y siendo moderado en el uso de las cosas que sean buenas. Los hábitos del vestuario son un índice del carácter. La modestia cristiana y el amor propio, requieren abstenerse de las modas extravagantes del mundo.

### Nuestra actitud hacia gobiernos terrenales
Los cristianos están obligados a respetar la autoridad divina y humana. El creyente obedece todos las leyes buenas de los gobiernos terrenales con buena conciencia. Si los requisitos de leyes humanas están en conflicto con la ley de Dios, el cristiano debe decidirse entre obedecer a Dios o al hombre. El movimiento considera que la conciencia cristiana prohíbe tener cualquier parte en actividades políticas.

### El cuerpo de Cristo, Su iglesia
La iglesia de Cristo es un cuerpo visible y organizado, no de individuos dispersados. La iglesia delega una porción de su autoridad a los oficiales elegidos, los oficiales no son un señor sobre la iglesia, sino para servicio y edificación al cuerpo de Cristo. La iglesia tiene la autoridad para aceptar a miembros por bautismo y por profesión de fe y para separar algún miembro por alguna causa.

### Diezmos y Ofrendas
Dar los diezmos y ofrendas para soporte del ministerio y la predicación del Evangelio es un deber como Cristianos. Creen que la devolución del diezmo y ofrendas voluntarias han sido ordenados por Dios desde el principio de la obra de salvación para ayudar a extirpar el egoísmo e implantar la generosidad en el corazón humano.

### La Segunda Venida de Cristo
Creen que la segunda Venida de Cristo está muy cercana; y que volverá con gran poder y gloria, en forma personal, visible y universal.
Y todo ojo lo verá (viene en una nube, el no tocará la tierra)
Adventistas del Séptimo Día Movimiento de Reforma.....

### La Naturaleza del Hombre y el estado de los muertos
Los adventistas reformados creen que el hombre fue creado por la mano de Dios como un ser viviente. Por la desobediencia el hombre fue separado de la fuente de la vida. Por lo tanto, el hombre es mortal por naturaleza; pero el hombre puede obtener inmortalidad a través de Cristo: en promesa, inmediatamente; y en forma real en su segundo advenimiento. Cuando el hombre muere, sea este bueno o malvado, entra en un “sueño,” un estado de inconsciencia, silencio, e inactividad. Los muertos permanecen en el sepulcro hasta la resurrección del justo y del injusto. Los injustos no están en un lugar de tormento, pero “se reservan para el día del juicio en el que se los castigará.“Y los justos no están en cielo, sino permanecen en el sepulcro hasta la resurrección, cuando Cristo vuelva por segunda vez.
También aceptan que después de la segunda venida de Cristo habrá una periodo de mil años, el cual es llamado milenio. Durante este tiempo, los justos están en el cielo con Cristo, y los perdidos yacen en el polvo de la desolada tierra. Mientras la tierra permanece desolada, los salvados juzgarán a los perdidos. Al final del milenio los perdidos resucitan para ser destruidos por el fuego.

### La Nueva Tierra
Los adventistas reformados aceptan que después que la tierra sea purificada del pecado por el fuego, Dios hará todas las cosas nuevas, restaurando la tierra a la belleza Edénica. Ésta nueva tierra será el hogar de los redimidos, con Dios reinando en forma suprema por la eternidad.